# موسى تي. ستيفنز
موسى تي. ستيفنز هو مصرفي وسياسي أمريكي، ولد في 10 أكتوبر 1825 في Andover, Massachusetts ‏ في الولايات المتحدة، وتوفي في 25 مارس 1907 في North Andover, Massachusetts ‏ في الولايات المتحدة. نشط حزبياً في الحزب الديمقراطي. وقد انتخب عضو مجلس نواب ماساتشوستس ‏ وانتخب عضو مجلس النواب الأمريكي.